# إثراء العمل والأسرة
إثراء العمل والأسرة أو العمل والأسرة تيسير يشير إلى عملية في واجهة العمل والحياة حيث تزيد الممارسة أو المشاركة في أحد الأدوار من جودة أو أداء الدور الآخر.
يمكن أن يحدث الإثراء أو التيسير عندما يؤدي الاشتراك في أحد الأدوار إلى منافع وموارد وإثراء للشخصية أو يؤدي لأي منها، والتي يمكن أن تحسن بعد ذلك من أداء دور آخر أو الاشتراك فيه. يمكن أن يحدث الإثراء ويكون ثنائي الاتجاه مثل إثراء العمل للأسرة أو إثراء الأسرة للعمل. يحدث إثراء العمل للأسرة عندما يوفر الاشتراك في عمل فوائد مثل تنمية المهارات أو تغيير الحالة المزاجية لتكون أكثر إيجابية، والذي له أثر إيجابي على الأسرة. ويحدث إثراء الأسرة للعمل عندما ينتج عن الاشتراك مع الأسرة خلق حالة مزاجية إيجابية، أو الإحساس بالدعم، أو الشعور بالنجاح الذي يمكنه مساعدة هذا الشخص على التعامل بشكل أفضل، أو أكثر فعالية، أو بمزيد من الثقة، أو استعادة نشاطه لأداء المهام بالعمل.